# 措斯基
措斯基，中华人民共和国政治人物、全国脱贫攻坚先进个人。

## 生平
措斯基任阿坝县洛尔达乡学尔沟村原帮扶干部，阿坝县委机关委员会书记。因在脱贫攻坚战中作出突出贡献，2021年2月25日全国脱贫攻坚总结表彰大会上，措斯基被授予“全国脱贫攻坚先进个人”。